# Ilan Bakhar
Ilan Bakhar (in ebraico אילן בכר‎?; Ramat Gan, 17 maggio 1975) è un ex calciatore israeliano, di ruolo difensore.